# Komisz kamaszok Dél-Amerikában
A Komisz kamaszok Dél-Amerikában (eredeti cím: Zoop in Zuid-Amerika) 2007-ben bemutatott holland kalandfilm, amelyet Johan Nijenhuis rendezett. 
Hollandiában 2007. július 19-én mutatták be.

## Cselekmény
A mentőcsapat tagjai az állatkertből elmennek Dél-Amerikába, hogy megmentsenek a kipusztulástól egy nagyon ritka pillangófajt. A csapatra rengeteg veszély leselkedik. Szembe kell nézniük krokodilokkal és mérges pókokkal. A nyomozásuk folyamán rábukkannak egy titkos szervezeti nyomra, mely kiirtással fenyegeti Dél-Amerikában az esőerdőket. A fiatal csapat tagjai kénytelenek összeszedni minden találékonyságukat, hogy az idővel sietve féken tartsák, akik ezt meg akarják tenni és a földet természeti katasztrófáktól is megvédelmezzék.

## Szereplők
| Szereplő            | Színész                | Magyar hang |
| ------------------- | ---------------------- | ----------- |
| Thomas Berge        | Thomas Berge           | N/A         |
| Bastiaan van Diemen | Ewout Genemans         | N/A         |
| Chilada             | Nicolas Dolensky       | N/A         |
| Moes Brinksma       | Jon Karthaus           | N/A         |
| Bionda Kronenberg   | Nicolette van Dam      | N/A         |
| Mita                | Peggy Jane de Schepper | N/A         |
| Taffie Arends       | Monique van der Werff  | N/A         |
| Gaby Komproe        | Sabine Koning          | N/A         |

## Televíziós megjelenések
HBO 2, HBO Comedy, Film+, Film+ 2, M1